# Michele Ruggieri
Michele Ruggieri, italijanski jezuit in misijonar, * 1543, Spinazzola, † 1607, Salerno.
Ruggieri je postal jezuit leta 1572 in se je kmalu javil za misijonarja. Leta 1578 je z Matteom Riccijem odšel na prvo misijonarsko nalogo v Goo v Indijo, od koder je še isto leto nadaljeval pot v Malabar. Julija 1579 je odšel v Macao, kjer se je izpopolnjeval v kitajščini in tam ustanovil samostan Shengma'erding Jingyuan (聖瑪爾定經院 - Samostan sv. Martina iz Toursa), ki je predstavljal šolo kitajščine za tujce. Leta 1582 je iz Macaa odšel v Zhaoqing, kjer je začel postavljati krščanske cerkve. Leta 1589 se je vrnil v Evropo in pristal v Lizboni. Umrl je v Salernu, leta 1607. 
Kot sinolog je bil Ruggieri prvi človek, ki je prevedel del Konfucijevih spisov v katerega od evropskih jezikov. Nekaj del tega velikega filozofa je namreč prevedel v latinščino.